# العلاقات الإكوادورية السويدية
العلاقات الإكوادورية السويدية هي العلاقات الثنائية التي تجمع بين الإكوادور والسويد.

## مقارنة بين البلدين
هذه مقارنة عامة ومرجعية للدولتين:
| وجه المقارنة                                              | الإكوادور                      | السويد                                                                               |
| --------------------------------------------------------- | ------------------------------ | ------------------------------------------------------------------------------------ |
| المساحة (كم2)                                             | 283.56 ألف                     | 450.30 ألف                                                                           |
| عدد السكان (نسمة)                                         | 16.62 مليون                    | 10.16 مليون                                                                          |
| الكثافة السكانية (ن./كم²)                                 | 58.61                          | 22.56                                                                                |
| العاصمة                                                   | كيتو                           | ستوكهولم                                                                             |
| اللغة الرسمية                                             | اللغة الإسبانية، كيشوا ‏، شوار ‏ | اللغة السويدية، لغات السامي، اللغة الفنلندية، منكيلي، اللغة الرومنية، اللغة اليديشية |
| العملة                                                    | دولار أمريكي، سوكري إكوادوري   | كرونة سويدية                                                                         |
| الناتج المحلي الإجمالي (بليون دولار)                      | 103.06 مليار                   | 538.04 مليار                                                                         |
| الناتج المحلي الإجمالي (تعادل القوة الشرائية) بليون دولار | 185.24 مليار                   | 469.01 مليار                                                                         |
| الناتج المحلي الإجمالي الاسمي للفرد دولار أمريكي          | 6.21 ألف                       | 50.58 ألف                                                                            |
| الناتج المحلي الإجمالي للفرد دولار أمريكي                 | 11.37 ألف                      | 45.30 ألف                                                                            |
| مؤشر التنمية البشرية                                      | 0.746                          | 0.907                                                                                |
| رمز المكالمات الدولي                                      | +593                           | +46                                                                                  |
| رمز الإنترنت                                              | .ec                            | .se                                                                                  |
| المنطقة الزمنية                                           | 00                             | توقيت وسط أوروبا، ت ع م+01:00، ت ع م+02:00، أوروبا/ستوكهولم ‏                         |

## منظمات دولية مشتركة
يشترك البلدان في عضوية مجموعة من المنظمات الدولية، منها:
| علم المنظمة | اسم المنظمة                        | تاريخ انضمام الإكوادور | تاريخ انضمام السويد |
| ----------- | ---------------------------------- | ---------------------- | ------------------- |
|             | مؤسسة التنمية الدولية              | 7 نوفمبر 1961          | 24 سبتمبر 1960      |
|             | يونسكو                             | 22 يناير 1947          | 23 يناير 1950       |
|             | وكالة ضمان الاستثمار متعدد الأطراف | 12 أبريل 1988          | 12 أبريل 1988       |
|             | الأمم المتحدة                      | 21 ديسمبر 1945         | 19 نوفمبر 1946      |
|             | الفريق المعني برصد الأرض           | ?                      | ?                   |
|             | الاتحاد البريدي العالمي            | ?                      | ?                   |
|             | البنك الدولي للإنشاء والتعمير      | 28 ديسمبر 1945         | 31 أغسطس 1951       |
|             | المنظمة الهيدروغرافية الدولية      | ?                      | ?                   |
|             | الاتحاد الدولي للاتصالات           | 17 أبريل 1920          | 1866                |
|             | منظمة حظر الأسلحة الكيميائية       | ?                      | ?                   |
|             | مؤسسة التمويل الدولية              | 20 يوليو 1956          | 20 يوليو 1956       |
|             | منظمة التجارة العالمية             | ?                      | 1995                |
|             | منظمة الشرطة الجنائية الدولية      | ?                      | ?                   |

## وصلات خارجية
- موقع وزارة الخارجية الإكوادورية
- موقع وزارة الخارجية السويدية